# Duque de Gloucester
Duque de Gloucester, ou, na sua forma portuguesa, de Glócester, é um título nobiliárquico em uso no Reino Unido desde o século XIV. Normalmente, é atribuído aos filhos do monarca reinante, tal como os Duques de York. O título foi criado cinco vezes ao longo da história.

## Duques de Gloucester

### First creation, 1385–1397
| Duque | Retrato             | Nascimento                                                                                    | Casamento                     | Morte                           |
| --- | ------------------- | --------------------------------------------------------------------------------------------- | ----------------------------- | ------------------------------- |
| Tomás de Woodstock Dinastia Plantageneta 1385–1397 also: Duke of Aumale (1385–1397), Earl of Essex (1376–1397), Earl of Buckingham (1377) | Thomas of Woodstock | 7 January 1355 Palácio de Woodstock Filho de Eduardo III de Inglaterra and Filipa de Hainault | Leonor de Bohun 1376 5 filhos | 8 September 1397 Calais aged 42 |
| O filho de Thomas de Woodstock morreu dois anos depois de seu pai, mas nunca conseguiu seus títulos, exceto o de Conde de Buckingham . No momento da morte de Thomas, ele era considerado um traidor e, portanto, seus títulos foram perdidos após seu assassinato (exceto Conde de Buckingham). Seu filho não teve problemas e sua linhagem masculina morreu em 1399. |                     |                                                                                               |                               |                                 |

### Second creation, 1414–1447
| Duque | Retrato               | Nascimento                                                                   | Casamento | Morte                                    |
| --- | --------------------- | ---------------------------------------------------------------------------- | --- | ---------------------------------------- |
| Humberto de Lencastre House of Lancaster 1414–1447 also: Earl of Pembroke (1414) | Humphrey of Lancaster | 3 October 1390 Lancaster Castle son of Henry IV of England and Mary de Bohun | Jacqueline, Countess of Hainaut 1422–1428 (annulled) 1 child (stillborn) Eleanor de Cobham 1428–1441 (annulled) 2 children | 23 February 1447 Bury St Edmunds aged 56 |
| Antes de se casar com Humphrey, Eleanor de Cobham era sua amante. Na época da morte de Humphrey em 1447, ele tinha dois filhos, Arthur e Antígona. No entanto, ambos os filhos nasceram antes de seu casamento com Eleanor e, portanto, eram ilegítimos e não poderiam suceder aos seus títulos. |                       |                                                                              | |                                          |

### Third creation, 1461
| Duque | Retrato             | Nascimento                                                                                 | Casamento                                  | Morte                                 |
| --- | ------------------- | ------------------------------------------------------------------------------------------ | ------------------------------------------ | ------------------------------------- |
| Richard Plantagenet House of York 1461–1483                                                                               | Richard Plantagenet | 2 October 1452 Fotheringhay Castle, Oundle son of Richard, Duke of York and Cecily Neville | Anne Neville 1472–1485 (her death) 1 child | 22 August 1485 Bosworth Field aged 32 |
| Ricardo sucedeu como Ricardo III em 1483 após o desaparecimento de seu sobrinho , e seus títulos se fundiram com a coroa. |                     |                                                                                            |                                            |                                       |

### Fourth creation, 1659
| Duque                                                                    | Retrato      | Nascimento                                                                            | Casamento     | Morte                                       |
| ------------------------------------------------------------------------ | ------------ | ------------------------------------------------------------------------------------- | ------------- | ------------------------------------------- |
| Henrique Stuart House of Stuart 1659–1660 also: Earl of Cambridge (1659) | Henry Stuart | 8 July 1640 Oatlands Palace, Oatlands son of King Charles I and Queen Henrietta Maria | Never married | 18 September 1660 Whitehall, London aged 20 |

### Only styled, 1689
| Duque                                  | Retrato                   | Nascimento                                                                    | Casamento     | Morte                                        |
| -------------------------------------- | ------------------------- | ----------------------------------------------------------------------------- | ------------- | -------------------------------------------- |
| Guilherme House of Oldenburg 1689–1700 | Prince William of Denmark | 24 July 1689 Hampton Court Palace, London son of Queen Anne and Prince George | Never married | 30 July 1700 Windsor Castle, Windsor aged 11 |

### Only styled, 1717
| Duque                                                                                         | Retrato          | Nascimento                                                                     | Casamento                                               | Morte                                         |
| --------------------------------------------------------------------------------------------- | ---------------- | ------------------------------------------------------------------------------ | ------------------------------------------------------- | --------------------------------------------- |
| Frederico House of Hanover 1717–1726                                                          | Prince Frederick | 1 February 1707 Leineschloss, Hanover son of King George II and Queen Caroline | Princess Augusta of Saxe-Gotha 17 April 1736 9 children | 31 March 1751 Leicester House, London aged 44 |
| O príncipe Frederico tornou-se duque de Edimburgo em 1726 e depois príncipe de Gales em 1729. |                  |                                                                                |                                                         |                                               |

### Fifth creation, 1928
| Duque                                                                                | Retrato        | Nascimento                                                                                    | Casamento                                                   | Morte                                         |
| ------------------------------------------------------------------------------------ | -------------- | --------------------------------------------------------------------------------------------- | ----------------------------------------------------------- | --------------------------------------------- |
| Henrique House of Windsor 1928–1974 also: Earl of Ulster and Baron Culloden (1928)   | Prince Henry   | 31 March 1900 York Cottage, Sandringham son of King George V and Queen Mary                   | Lady Alice Montagu Douglas Scott 6 November 1935 2 children | 10 June 1974 Barnwell Manor, Barnwell aged 74 |
| Ricardo House of Windsor 1974–present also: Earl of Ulster and Baron Culloden (1928) | Prince Richard | 26 August 1944 St. Matthew's Nursing Home, Northampton son of Prince Henry and Princess Alice | Birgitte van Deurs Henriksen 8 June 1972 3 children         | – 80 anos , 206 dias                          |

## Linha de sucessão
- Príncipe Henrique, Duque de Gloucester (1900–1974)
  -  Príncipe Guilherme de Gloucester (1941-1972)
  - ' Príncipe Ricardo, Duque de Gloucester (n. 1944)
    - (1) Alexandre Windsor, Conde de Ulster (n. 1974)
      - (2) Xan Windsor, Barão Culloden (n. 2007)